# Kazumi Totaka
Kazumi Totaka (戸高 一生) es un actor de doblaje, compositor y director de sonido japonés, uno de los más importantes de Nintendo. Entre sus trabajos más destacados se encuentran los videojuegos de Animal Crossing, en los que interviene como director de sonido y compositor. No obstante, también es conocido por ser el actual actor de doblaje del personaje ficticio Yoshi.

## Biografía
Nació el 23 de agosto de 1967. Tocó una variedad de instrumentos, como el piano, el vibráfono, la guitarra, el bajo y otros. Entre 1986 y 1990 estudió en la escuela Kunitachi College of Music. Después de graduarse, se unió a Nintendo Research & Development 1 y comenzó a trabajar en el título de Game Boy F-1: Race bajo la tutela de Ryoji Yoshitomi y aprendió mucho sobre varios aspectos técnicos de la creación de sonido para videojuegos. Tras impresionar a sus superiores en este proyecto, se le pidió que compusiera toda la música para el juego de acción en 3D X, bajo la supervisión de Hirokazu Tanaka.

## K.K. Slider
El personaje K.K. Slider o Totakeke (とたけけ) en Japón, de la serie de videojuegos Animal Crossing. El nombre de este personaje deriva del nombre completo de Totaka (Totaka Kazumi en japonés, Totaka K. y de ahí deriva a Totakeke).

## Canción de Totaka
La Canción de Totaka es uno de los secretos más famosos de los videojuegos de Nintendo. La canción es muy corta, compuesta solamente de 19 notas. La primera aparición de esta canción fue en el juego titulado X del 29 de mayo de 1992. La segunda aparición fue en el juego Mario Paint, del 14 de julio de 1992. Se activa pulsando la letra "O" de la pantalla del título. Más recientemente se puede escuchar en el juego Animal Crossing con el nombre de Tota-canción.

## Trabajos
- Animal Crossing (director de sonido y compositor)
- Animal Crossing: Wild World (director de sonido y compositor)
- Animal Crossing: City Folk (director de sonido y compositor)
- Animal Crossing: New Leaf (director de sonido)
- Animal Crossing: Happy Home Designer (director de sonido y compositor)
- Animal Crossing: New Horizons (director de sonido y compositor)
- Kaeru no Tame ni Kane wa Naru (compositor)
- Luigi's Mansion (director de sonido, actor de doblaje y compositor en la versión de GameCube; supervisor de sonido en la versión de 3DS)
- Luigi's Mansion 2 (supervisor de sonido y actor doblaje)
- Luigi's Mansion 3 (supervisor de sonido)
- Mario Artist (compositor)
- Mario Kart 8 (actor de doblaje y vibrafonista en Mario Kart Band)
- Mario Kart 8 Deluxe (actor de doblaje, vibrafonista en Mario Kart Band y compositor)
- Mario Paint (compositor)
- Mario Tennis Aces (director de sonido)
- Pikmin 2 (director de sonido)
- Pikmin 3 Deluxe (actor de doblaje)
- Super Mario Land 2: 6 Golden Coins (compositor)
- Yoshi's Story (compositor y actor de doblaje)
- Yoshi Touch & Go (director de sonido y compositor)
- Super Smash Bros. Brawl (actor de doblaje y arreglista)
- Super Smash Bros. for Wii U (actor de doblaje y arreglista con varios compositores)
- Super Smash Bros. Ultimate (actor de doblaje y arreglista con varios compositores)
- The Legend of Zelda: Link's Awakening (director de sonido y compositor)
- The Legend of Zelda: Link's Awakening DX (director de sonido)
- Virtual Boy Wario Land (compositor)
- Wave Race 64 (compositor)
- Wii Music (director)
- Wii Party (actor de doblaje)
- Wii Sports (director de sonido y compositor)
- Wii Sports Club (director de sonido y compositor)
- X (compositor)
- Yoshi's New Island (director de sonido)
- Yoshi's Woolly World (actor de doblaje y compositor del tema principal)
- Yoshi's Crafted World (actor de doblaje y supervisor de sonido)

## Filmografía

### Cine
| Año  | Título                         | Personaje | Notas         |
| ---- | ------------------------------ | --------- | ------------- |
| 2023 | Super Mario Bros.: La Película | Yoshi     | Voz (archivo) |